# Picanha

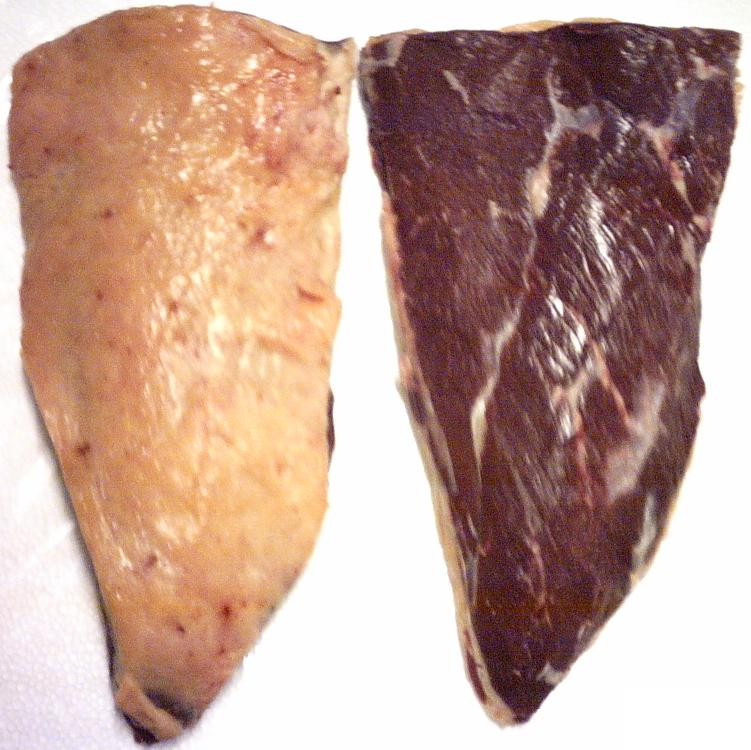
Picanha

Als Picanha (portugiesisch) bezeichnet man das Schwanzstück vom Rind in der südamerikanischen Küche, insbesondere der brasilianischen Küche. Bei der Schlachtung und Zerlegung wird die Fettschicht am Muskelfleisch belassen. Dadurch eignet es sich besonders für Braten und für Grillgerichte wie Churrasco.
Im deutschsprachigen Raum ist das gleiche Fleischstück als Tafelspitz bekannt. In der bayerisch-österreichischen Küche wird die Fettschicht entfernt, um das Fleischgericht Tafelspitz zuzubereiten. 